# Wuwei (Gansu)
Wuwei (武威市; pinyin: Wŭwēi) er et bypræfektur i den kinesiske provins Gansu. Det har et areal på 33.249 km² og ca. 1.930.200 indbyggere med en befolkningstæthed på 58.5/km².
Wuwei består af et bydistrikt, to amter og et autonomt amt:
- Bydistriktet Liangzhou (凉州区), 5.081 km², 980.000 indbyggere (2003);
- Amtet Minqin (民勤县), 16.016 km², 290.000 indbyggere (2003);
- Amtet Gulang (古浪县), 5.287 km², 390.000 indbyggere (2003);
- Det autonome amt Tianzhu for tibetanere (天祝藏族自治县), 7.147 km², 220.000 indbyggere (2001).

## Historie
I den kinesiske oldtid blev Wuwei kaldt Liangzhou (凉州). Dette var den østlige endestation for hexikorridoren. Den første bosættelse i området fandt sted ca. 3.000 år f.Kr. Stedet blev en vigtig by ved den nordlige gren af silkevejen, og en række arkæologiske fund er gjort i Wuwei, blandt andet kobbervogne ned stendyr. I 121 f.Kr. sendte Han-kejseren Wudi sit kavaleri hertil for at forsvare hexikorridoren mod xiongnuene. Hans militære fremgang tillod ham at udvide den kinesiskregerede korridor mod vest.
Wuweis betydning som stoppested på handelsvejene gjorde den til et mødepunkt for mange folk og kulturer. Mange buddhistiske grotter og templer i området vidner om buddhismens vej fra Indien og Afghanistan til Kina.
Under De tre rigers tid var Liangzhou regeret af Ma Teng. Efter Ma Tengs død overtog Ma Chao, og han regerede byen en kort tid før den blev erobret af Cao Cao, hersker af Wei-riget.
Her lå desuden senere, under de fem dynastiers og ti kongedømmers tid, det lille middelalderrige Liangzhou.

## Trafik
Kinas rigsvej 312 går gennem området. Den begynder i Shanghai og ender ved grænsen mod Kasakhstan, og passerer blandt andet Suzhou, Nanjing, Hefei, Xinyang, Xi'an, Lanzhou, Jiayuguan og Urumqi.